# Боревкович, Тони
То́ни Боре́вкович (хорв. Toni Borevković; родился 18 июня 1997 года в Славонски-Броде, Хорватия) — хорватский футболист, защитник клуба «Витория Гимарайнш».

## Клубная карьера
Боревкович — воспитанник клубов «Марсония» и загребского «Динамо». В начале 2016 года для получения игровой практики Тони на правах арены перешёл в «Рудеш». 27 февраля в матче против «Цибалии» он дебютировал во Втором дивизионе Хорватии. По окончании аренды клуб выкупил его трансфер у «Динамо». В 2017 году Боревкович помог команде выйти в элиту. 16 июля в матче против «Осиека» он дебютировал в чемпионате Хорватии. 13 апреля 2018 года в поединке против «Риеки» он забил свой первый гол за «Рудеш».
Летом 2018 года Боревкович перешёл в португальский «Риу Аве». 12 августа в матче против «Фейренсе» он дебютировал в Сангриш лиге. 20 апреля в поединке против «Белененсиш» Тони забил свой первый гол за «Риу Аве».